# Ronan Simoneau
Ronan Simoneau (Clichy, 4 maart 1971) is een Frans zeilwagenracer.

## Levensloop
Simoneau werd actief in het zeilwagenrijden in 1987. Hij werd in 2006 en 2008 wereldkampioen in de klasse standart van deze sport. Ook won hij eenmaal zilver op een Europees kampioenschap in dezelfde klasse. Daarnaast werd hij viermaal Frans kampioen in klasse 5 Promo en tweemaal in de standart.

## Palmares
- Wereldkampioenschap standart: 2006 en 2008
- Europees kampioenschap standart: 2005
- Frans kampioenschap standart: 2006 en 2009
- Frans kampioenschap klasse 5 Promo: 1999, 2001, 2002 en 2003